# Kalmosaari (ö i Joensuu, Eimisjärvi)
Kalmosaari är en liten ö i Eimisjärvi i Finland. Ordet kalmosaari hänvisar antagligen att ön har varit begravningsplats. Ön ligger i sjön Eimisjärvi och Lauttalammit och i kommunen Joensuu i den ekonomiska regionen  Joensuu  och landskapet Norra Karelen, i den sydöstra delen av landet, 400 km nordost om huvudstaden Helsingfors. Öns area är 0,2 hektar och dess största längd är 80 meter i nord-sydlig riktning.